# Cordiera concolor
Cordiera concolor är en måreväxtart som först beskrevs av Adelbert von Chamisso, och fick sitt nu gällande namn av Carl Ernst Otto Kuntze. Cordiera concolor ingår i släktet Cordiera och familjen måreväxter. Inga underarter finns listade i Catalogue of Life.